# Porcellio nicklesi
Porcellio nicklesi là một loài chân đều trong họ Porcellionidae. Loài này được Dollfus miêu tả khoa học năm 1892.